# Penggung (Boyolali)
Penggung is een bestuurslaag in het regentschap Boyolali van de provincie Midden-Java, Indonesië. Penggung telt 6293 inwoners (volkstelling 2010).